# Spermophilus musicus
Spermophilus pygmaeus là một loài động vật có vú trong họ Sóc, bộ Gặm nhấm. Loài này được Ménétries mô tả năm 1832.